# زهور و تابورا
زهور و تابورا (به چکی: Zhoř u Tábora) یک منطقهٔ مسکونی در جمهوری چک است که در شهرستان تابور واقع شده‌است. زهور و تابورا ۴٫۶۲ کیلومتر مربع مساحت و ۱۷۱ نفر جمعیت دارد و ۴۴۵ متر بالاتر از سطح دریا واقع شده‌است.